# Sylwester Szpilowski

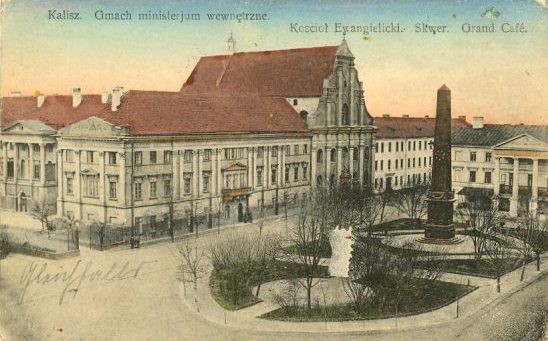
Plac św. Józefa w Kaliszu, przed 1914

Sylwester Szpilowski (ur. ok. 1790, zm. 1827 lub 1828) – polski architekt i teoretyk architektury, reprezentant klasycyzmu, urbanista, budowniczy departamentu kaliskiego Księstwa Warszawskiego, województwa kaliskiego i podlaskiego Królestwa Polskiego; syn Hilarego. 
Sylwester Szpilowski pracował głównie w Kaliszu, gdzie wzniósł szereg monumentalnych budowli o surowych formach klasycystycznych. 

## Życiorys
Sylwester Szpilowski był synem sławnego architekta Hilarego Szpilowskiego i tak jak ojciec reprezentował styl klasycyzmu. Od mn.w. roku 1820 był wojewódzkim architektem w Kaliszu, gdzie wzniósł istniejące do dziś budowle użyteczności publicznej: gmach Szkoły Wojewódzkiej w Kaliszu, Pałac Trybunalski w Kaliszu, Rogatki Wrocławskiej. Przebudował także dawne barokowe kolegium jezuitów na potrzeby kaliskiej Szkoły kadetów (obecnie Centrum Kultury i Sztuki). 
- plac św. Józefa w Kaliszu (1818)
- Pałac Trybunalski w Kaliszu (1819–1821)

Zmarł w 1827 lub 1828.
Żoną Sylwestra była Marianna Slezynger.